# Persone di nome Federico/Nobili
| Questa pagina contiene informazioni ricavate automaticamente dalle voci biografiche con l'ausilio del template Bio e di un bot. L'aggiornamento è periodico e automatico e ricostruisce completamente la pagina. Se manca una persona in questa lista, sei pregato di non aggiungerla, ma accertati piuttosto che la sua voce biografica contenga il template Bio e che i dati anagrafici siano correttamente compilati. Se il template Bio manca, inseriscilo tu stesso o, in alternativa, metti l'avviso {{tmp\|Bio}} che ne segnala la mancanza. Se i dati riportati sono sbagliati, correggi direttamente la voce biografica; le modifiche saranno visibili in questa lista entro pochi giorni. Per chiarimenti vedi il progetto antroponimi. La lista contiene solo le 150 persone che sono citate nell'enciclopedia e per le quali è stato implementato correttamente il template Bio. Pagina aggiornata al 22 lug 2025. |

Questa è una lista di persone presenti nell'enciclopedia che hanno il nome Federico e sono nobili.

## A(5)
- Federico I Abbatelli, nobile, politico e militare italiano
- Federico II Abbatelli, nobile, politico e militare italiano (Milazzo, † 1523)
- Federico di Anhalt-Harzgerode, nobile (Ensdorf, n. 1613 - Plötzkau, † 1670)
- Federico Ermanno di Anhalt-Köthen-Pleß, nobile tedesco (Köthen, n. 1731 - Pless, † 1797)
- Federico d'Assia-Kassel, nobile e generale danese (Gottorp, n. 1771 - Panker, † 1845)

## B(1)
- Federico I di Brunswick-Wolfenbüttel, nobile tedesco (Kleinenglis, † 1400)

## C(1)
- Federico Cesi, nobile, scienziato e naturalista italiano (Roma, n. 1585 - Acquasparta, † 1630)

## D(40)
- Federico d'Assia-Kassel, nobile (Kassel, n. 1747 - Offenbach am Main, † 1837)
- Federico I d'Asburgo, nobile (Vienna, n. 1289 - Gutenstein, † 1330)
- Federico I del Palatinato, nobile tedesco (Heidelberg, n. 1425 - Heidelberg, † 1476)
- Federico II Eugenio di Württemberg, nobile tedesco (Stoccarda, n. 1732 - Stoccarda, † 1797)
- Federico II d'Assia-Homburg, nobile tedesco (Bad Homburg vor der Höhe, n. 1633 - Bad Homburg vor der Höhe, † 1708)
- Federico III d'Assia-Homburg, nobile tedesco (Cölln, n. 1673 - 's-Hertogenbosch, † 1746)
- Federico IV d'Assia-Homburg, nobile (Braunfels, n. 1724 - Homburg, † 1751)
- Federico IV del Palatinato, nobile (Amberg, n. 1574 - Heidelberg, † 1610)
- Federico VI d'Assia-Homburg, nobile tedesco (Homburg, n. 1769 - Homburg, † 1829)
- Federico Augusto di Anhalt-Zerbst, nobile tedesco (Stettino, n. 1734 - Lussemburgo, † 1793)
- Federico Augusto di Hannover, nobile inglese (St. James's, n. 1763 - Londra, † 1827)
- Federico Guglielmo di Solms-Braunfels, nobile tedesco (Braunfels, n. 1696 - Braunfels, † 1761)
- Federico Michele di Zweibrücken-Birkenfeld, nobile e generale tedesco (Rappoltsweiler, n. 1724 - Schwetzingen, † 1767)
- Federico Ulrico di Brunswick-Lüneburg, nobile (Wolfenbüttel, n. 1591 - Brunswick, † 1634)
- Guglielmo di Prussia, nobile e generale tedesco (Potsdam, n. 1882 - Hechingen, † 1951)
- Federico d'Orange-Nassau, nobile (Berlino, n. 1797 - Wassenaar, † 1881)
- Federico di Sassonia, nobile tedesco (Torgau, n. 1473 - Rochlitz, † 1510)
- Federico Giosia di Sassonia-Coburgo-Gotha, nobile tedesco (Coburgo, n. 1918 - Amstetten, † 1998)
- Federico Antonio di Schwarzburg-Rudolstadt, nobile tedesco (Rudolstadt, n. 1692 - Rudolstadt, † 1744)
- Federico III di Wied, nobile tedesco (Neuenhof, n. 1618 - Neuwied, † 1698)
- Frédéric Maurice de La Tour d'Auvergne, nobile e generale francese (Sedan, n. 1605 - Pontoise, † 1652)
- Federico della Scala, nobile e politico italiano (Verona - Trento)
- Federico Augusto Alessandro di Beaufort-Spontin, nobile e politico belga (Namur, n. 1751 - Bruxelles, † 1817)
- Federico II di Brunswick-Lüneburg, nobile tedesco (n. 1418 - Celle, † 1478)
- Federico di Fürstenberg-Heiligenberg, nobile tedesco (n. 1563 - † 1617)
- Federico Carlo I di Hohenlohe-Waldenburg-Schillingsfürst, nobile tedesco (Stoccarda, n. 1814 - Kupferzell, † 1884)
- Federico Guglielmo di Hohenzollern-Sigmaringen, nobile tedesco (Umkirch, n. 1924 - † 2010)
- Federico Ludovico di Meclemburgo-Schwerin, nobile tedesco (Ludwigslust, n. 1778 - Ludwigslust, † 1819)
- Federico Luigi di Nassau-Ottweiler, nobile tedesco (Ottweiler, n. 1651 - Saarbrücken, † 1728)
- Federico Guglielmo di Nassau-Weilburg, nobile (L'Aia, n. 1768 - Weilburg, † 1816)
- Federico di Nassau-Weilburg, nobile tedesco (Metz, n. 1640 - † 1675)
- Valdemaro di Prussia, nobile e militare prussiano (Berlino, n. 1817 - Münster, † 1849)
- Federico Giosia di Sassonia-Coburgo-Saalfeld, nobile e generale tedesco (Coburgo, n. 1737 - Coburgo, † 1815)
- Federico Ferdinando Costantino di Sassonia-Weimar-Eisenach, nobile e militare tedesco (Weimar, n. 1758 - Neunkirchen, † 1793)
- Federico VIII di Schleswig-Holstein-Sonderburg-Augustenburg, nobile tedesco (Augustenborg, n. 1829 - Wiesbaden, † 1880)
- Federico di Schleswig-Holstein-Sonderburg-Augustenburg, nobile danese (Kiel, n. 1800 - Beirut, † 1865)
- Federico di Schleswig-Holstein-Sonderburg-Norburg, nobile danese (Sønderborg, n. 1581 - Nordborg, † 1658)
- Federico Annibale di Thurn und Taxis, nobile e militare boemo (Praga, n. 1799 - Venezia, † 1857)
- Federico II di Vaudémont, nobile francese (Joinville, † 1470)
- Federico Luigi di Württemberg, nobile tedesco (Stoccarda, n. 1698 - Ludwigsburg, † 1731)

## F(80)
- Federico III Fagnani, V marchese di Gerenzano, nobile, scrittore e politico italiano (Milano, n. 1775 - Milano, † 1840)
- Federico IV d'Asburgo, nobile (n. 1382 - Innsbruck, † 1439)
- Federico I di Babenberg, nobile austriaco (n. 1175 - Palestina, † 1198)
- Federico II di Babenberg, nobile austriaco (Wiener Neustadt, n. 1211 - fiume Leita, † 1246)
- Federico Cristiano di Sassonia, nobile (Dresda, n. 1722 - Dresda, † 1763)
- Federico della Bassa Lorena, nobile (Stablo, † 1065)
- Federico Francesco II di Meclemburgo-Schwerin, nobile (Ludwigslust, n. 1823 - Schwerin, † 1883)
- Federico Günther di Schwarzburg-Rudolstadt, nobile (Rudolstadt, n. 1793 - Rudolstadt, † 1867)
- Federico d'Asburgo, nobile austriaco (Vienna, n. 1347 - Vienna, † 1362)
- Federico I di Brandeburgo-Ansbach, nobile (Ansbach, n. 1460 - Ansbach, † 1536)
- Federico Luigi del Palatinato-Zweibrücken, nobile tedesco (Heidelberg, n. 1619 - Obermoschel, † 1681)
- Federico I di Meißen, nobile (Eisenach, n. 1257 - Eisenach, † 1323)
- Federico II di Meißen, nobile tedesco (Gotha, n. 1310 - Eisenach, † 1349)
- Federico II di Brandeburgo-Ansbach, nobile tedesco (Ansbach, n. 1616 - Nördlingen, † 1634)
- Federico Cristiano di Brandeburgo-Bayreuth, nobile tedesco (Weferlingen, n. 1708 - Bayreuth, † 1769)
- Federico Guglielmo di Brandeburgo-Schwedt, nobile (Palazzo di Oranienbaum, n. 1700 - Castello di Wildenbruch, † 1771)
- Federico Enrico di Brandeburgo-Schwedt, nobile (Schwedt, n. 1709 - Schwedt, † 1788)
- Federico del Palatinato-Zweibrücken-Vohenstrauss-Parkstein, nobile tedesco (Meisenheim, n. 1557 - Vohenstrauß, † 1597)
- Federico di Meclemburgo-Schwerin, nobile tedesco (Schwerin, n. 1638 - Grabow, † 1688)
- Federico di Danimarca, nobile danese (Copenaghen, n. 1753 - Copenaghen, † 1805)
- Federico Carlo Ferdinando di Braunschweig-Bevern, nobile danese (Braunschweig, n. 1729 - Glücksburg, † 1809)
- Federico Carlo di Schleswig-Holstein-Sonderburg-Beck, nobile danese (Königsberg, n. 1757 - Wellingsbuttel, † 1816)
- Federico d'Asburgo-Teschen, nobile (Brno, n. 1856 - Mosonmagyaróvár, † 1936)
- Federico I di Sassonia, nobile tedesco (Dresda, n. 1369 - Altenburg, † 1428)
- Federico Cristiano di Sassonia, nobile (Dresda, n. 1893 - Samedan, † 1968)
- Federico di Schwarzburg, nobile tedesco (Großharthau, n. 1901 - Monaco di Baviera, † 1971)
- Federico di Wied, nobile tedesco (Neuwied, n. 1872 - Neuwied, † 1945)
- Federico di Toscana, nobile italiano († 1055)
- Federico Bernardo del Palatinato-Birkenfeld-Gelnhausen, nobile tedesco (Gelnhausen, n. 1697 - Gelnhausen, † 1739)
- Federico Cristiano I di Schleswig-Holstein-Sonderburg-Augustenburg, nobile danese (Augustenborg, n. 1721 - Augustenborg, † 1794)
- Federico di Hohenau, nobile tedesco (Schloss Albrechtsberg, n. 1857 - Ochelhermsdorf, † 1914)
- Federico di Schleswig-Holstein-Sonderburg-Augustenburg, nobiluomo tedesco (n. 1652 - Enghien, † 1692)
- Federico del Palatinato-Zweibrücken, nobile tedesco (Zweibrücken, n. 1616 - Nohfelden, † 1661)
- Federico di Lussemburgo, nobile tedesco († 1019)
- Federico I del Palatinato-Simmern, nobile tedesco (n. 1417 - Simmern, † 1480)
- Federico Guglielmo di Schleswig-Holstein-Sonderburg-Augustenburg, nobile danese (Sønderborg, n. 1668 - Augustenburg, † 1714)
- Federico Guglielmo I di Schleswig-Holstein-Sonderburg-Beck, nobile e militare tedesco (Löhne, n. 1682 - Francavilla di Sicilia, † 1719)
- Federico Guglielmo II di Schleswig-Holstein-Sonderburg-Beck, nobile tedesco (Potsdam, n. 1687 - Königsberg, † 1749)
- Federico Guglielmo di Prussia, nobile prussiano (Kamenz, n. 1880 - Dresda, † 1925)
- Federico di Montbéliard, nobile italiano (Torino, † 1091)
- Federico Tuta, nobile tedesco (n. 1269 - Hirschstein, † 1291)
- Federico di Stade, nobile tedesco († 1135)
- Federico di Walbeck, nobile tedesco (n. 974 - † 1018)
- Federico I, nobile tedesco
- Federico di Büren, nobile tedesco
- Federico, nobile tedesco
- Federico I di Altena, nobile tedesco (n. 1173 - † 1199)
- Federico II di Altena, nobile tedesco (n. 1193 - Colonia, † 1226)
- Federico IV di Turingia, nobile tedesco (Weißensee, † 1440)
- Federico II di Tubinga, nobile tedesco († 1162)
- Federico VI di Goseck, nobile tedesco († 1162)
- Federico I di Goseck, nobile tedesco († 1042)
- Federico II di Goseck, nobile tedesco (Barby, † 1088)
- Federico III di Goseck, nobile tedesco (Weißenburg - Zscheiplitz, † 1087)
- Federico IV di Goseck, nobile tedesco (Weißenburg, n. 1085 - † 1125)
- Federico III di Brunswick-Lüneburg, nobile tedesco (Münden, † 1495)
- Federico I di Wettin, nobile tedesco (Eilenburg, † 1017)
- Federico Guglielmo III di Schleswig-Holstein-Sonderburg-Beck, nobile e militare tedesco (n. 1723 - Praga, † 1757)
- Federico I di Ratisbona, nobile tedesco (n. 1005 - Abbazia di San Biagio nella Foresta Nera, † 1075)
- Federico I di Weimar-Orlamünde, nobile tedesco († 1365)
- Federico di Saarbrücken, nobile tedesco († 1135)
- Federico I d'Atene, nobile italiano (Messina, † 1355)
- Federico Campana, nobile e militare italiano (Osimo, n. 1582 - † 1645)
- Federico II di Graben, nobile e politico austriaco (Kornberg)
- Ferdinando di Solms-Braunfels, nobile (Braunfels, n. 1797 - Braunfels, † 1873)
- Federico I d'Assia-Homburg, nobile tedesco (Fischbachtal, n. 1585 - Bad Homburg vor der Höhe, † 1638)
- Federico I di Baden-Baden, nobile tedesco (Alland, n. 1249 - Napoli, † 1268)
- Federico I di Lorena, nobile († 1206)
- Federico I di Svevia, nobile tedesco († 1105)
- Federico II d'Assia-Kassel, nobile (Kassel, n. 1720 - Kassel, † 1785)
- Federico IV di Norimberga, nobile tedesco (n. 1287 - † 1332)
- Federico V di Baden-Durlach, nobile tedesco (Sulzburg, n. 1594 - Durlach, † 1659)
- Federico V di Norimberga, nobile tedesco (n. 1333 - † 1398)
- Federico VI di Baden-Durlach, nobile tedesco (Durlach, n. 1617 - Durlach, † 1677)
- Federico VI di Svevia, nobile tedesco (Modigliana, n. 1167 - Acri, † 1191)
- Federico Guglielmo d'Assia-Philippsthal-Barchfeld, nobile (Barchfeld, n. 1786 - Copenaghen, † 1834)
- Federico Guglielmo I di Brandeburgo, nobile (Berlino, n. 1620 - Potsdam, † 1688)
- Federico d'Assia-Philippsthal-Barchfeld, nobile (Grave, n. 1727 - Barchfeld, † 1777)
- Federico de Luna, nobile (Sicilia - Urena, † 1438)
- Federico il Saggio, nobile (Torgau, n. 1463 - Lochau, † 1525)

## G(5)
- Federico II Gonzaga, nobile e collezionista d'arte italiano (Mantova, n. 1500 - Marmirolo, † 1540)
- Federico Gonzaga, nobile italiano (n. 1528 - Gazzuolo, † 1570)
- Federico I Gonzaga di Luzzara, nobile e militare italiano (Vicenza, n. 1581 - Treviso, † 1630)
- Federico II Gonzaga di Luzzara, nobile italiano (n. 1636 - † 1698)
- Federico Novello Guidi, nobile italiano

## H(3)
- Federico I di Brandeburgo, nobile tedesco (Norimberga, n. 1371 - Cadolzburg, † 1440)
- Federico Guglielmo Carlo di Prussia, nobile (Berlino, n. 1783 - Berlino, † 1851)
- Federico di Altmark, nobile (n. 1424 - Tangermünde, † 1463)

## M(4)
- Federico II da Montefeltro, nobile
- Federico Francesco di Meclemburgo-Schwerin, nobile tedesco (Schwerin, n. 1910 - Amburgo, † 2001)
- Federico Moncada, nobile e militare italiano († 1561)
- Federico Mosca, nobile, politico e militare italiano

## N(1)
- Federico di Nassau-Zuylestein, III conte di Rochford, nobile inglese (Leersum, n. 1684 - Londra, † 1738)

## P(3)
- Federico di Pettorano, nobile italiano (n. 1212 - † 1240)
- Federico I Pico, nobile italiano (Mirandola, † 1504)
- Federico II Pico della Mirandola, nobile italiano (Mirandola, n. 1564 - Mirandola, † 1602)

## S(6)
- Federico I di Sassonia-Gotha-Altenburg, nobile tedesco (Gotha, n. 1646 - Friedrichswerth, † 1691)
- Federico Ernesto di Lippe-Alverdissen, nobile (Alverdissen, n. 1694 - Bruchhof, † 1749)
- Federico Carlo di Schwarzburg-Rudolstadt, nobile tedesco (Rudolstadt, n. 1736 - Rudolstadt, † 1793)
- Federico Magnus I di Solms-Laubach, nobile tedesco (n. 1521 - Laubach, † 1561)
- Federico Magnus II di Solms-Wildenfels, nobile e militare tedesco (Wildenfels, n. 1777 - Wildenfels, † 1857)
- Federico Leopoldo di Stolberg-Stolberg, nobile tedesco (Bad Bramstedt, n. 1750 - Osnabrück, † 1819)

## W(1)
- Federico II del Palatinato, nobile (Neustadt an der Weinstraße, n. 1482 - Alzey, † 1556)